# Joseph Bloomfield
Joseph Bloomfield (18 de outubro de 1753 - 3 de outubro de 1823) foi um governador de Nova Jérsei. O município de Bloomfield, Nova Jérsei tem o nome em sua homenagem.[carece de fontes?]